# Song Huizong
Song Huizong (traditioneel Chinees: 宋徽宗; 7 juni 1082–4 juni 1135), geboren als Zhao Ji (趙佶), was de achtste keizer van de Chinese Song-dynastie (960-1279). Hij regeerde van 1100 tot 1126. Huizong was een mecenas van de kunsten en promotor van het taoïsme. Hij stond bekend om zijn artistieke vaardigheden en was een ervaren dichter, kunstschilder, kalligraaf en muzikant.

## Biografie
Huizong was de elfde zoon van keizer Shenzong. Hij werd in februari 1100 op 17-jarige leeftijd keizer van China, nadat zijn oudere broer Zhezong stierf zonder zonen na te laten.

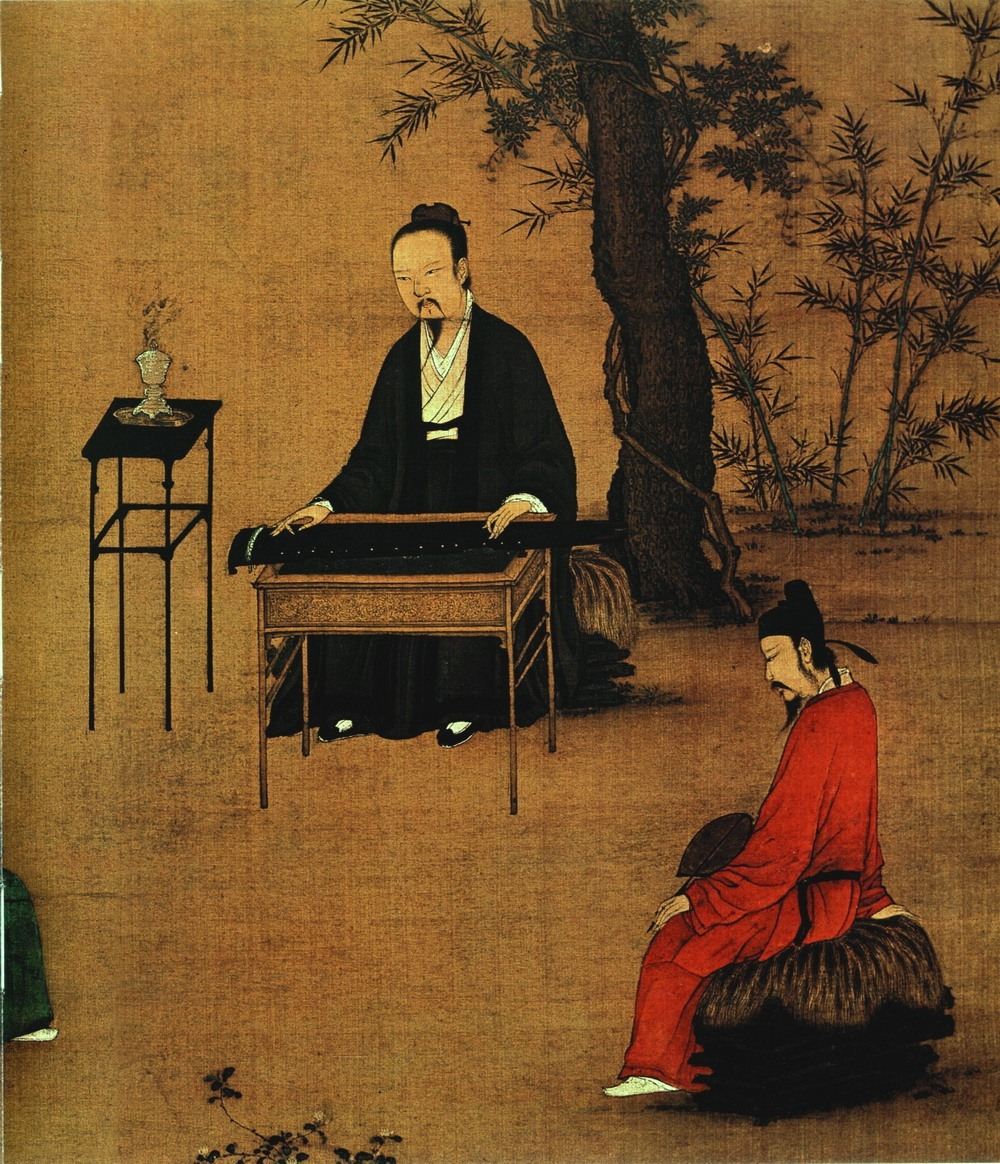
Luisteren naar de guqin (detail, ca. 1102) door Song Huizong

Huizong toonde weinig belangstelling voor staatszaken en hield zich liever bezig met kunst en amusement. Hij liet een dure paleistuin bouwen en bracht veel tijd door met het zoeken naar zeldzame planten en dieren en kostbare gongshi-stenen om in deze tuin te plaatsen. Huizong legde ook een omvangrijke collectie aan van meer dan zesduizend schilderwerken en liet een omvangrijke catalogus samenstellen met schilderijen en kunstenaarsbiografieën van de 3e eeuw tot zijn eigen tijd. Hij voerde belangrijke hervormingen door in de keizerlijke Hanlin-academie en stelde een groot aantal hofschilders aan. Deze kregen de opdracht om zo natuurgetrouw, gedetailleerd en vaardig mogelijk te werken.
Huizong negeerde politieke geschillen en zijn eunuchen kregen steeds meer macht in de regering. Het leger werd verwaarloos en buitenlandse mogendheden werden steeds machtiger. In het noorden breidde Liao-imperium steeds verder uit. Huizong sloot een alliantie met Wanyan Aguda, de Jin-keizer van de Jurchen. Nadat in 1125 de Liao-dynastie werd verslagen, verklaarde de Jurchen China de oorlog.
Begin 1126 trokken de Jurchen de Gele Rivier over en naderden de Song-hoofdstad Kaifeng. In het zicht van de vijand trad Huizong op 18 januari 1126 af ten gunste van zijn zoon, Qinzong. In 1127 werd Kaifeng ingenomen en de keizerlijke familie naar de Jin-hoofdstad Shangjing (het huidige Harbin) verbannen. Huizongs zoon Gaozong wist te ontsnappen en stichtte ten zuiden van de Jangtsekiang de Zuidelijke Song (1127-1279). Huizong stierf op 4 juni 1135 in gevangenschap.

## Artistieke en culturele bijdragen
Huizong was een geschoold kunstschilder en legde zich met name toe op vogel- en bloemschilderingen in de gongbi-stijl. Zijn schilderstijl was gedetailleerd en uitbundig gekleurd. Hij ontwikkelde een kalligrafiestijl die 'Slank Goud' (瘦金體; pinyin: Shòu jīn tǐ) wordt genoemd. De karakters zijn zeer verfijnd en lijken op gedraaid goudfilament.
Huizong schreef gedichten en essays, waaronder een uitgebreide verhandeling over de Chinese theeceremonie. Een andere liefhebberij van Huizong was de guqin, een strijkinstrument die hij regelmatig bespeelde. Hij gaf de opdracht voor de bouw van de 'Zaal voor tienduizend guqins' (萬琴堂; pinyin: Wàn qín táng) in zijn paleis.
- Bibsys: 14031030
- Bibliothèque nationale de France: cb155558098 (data)
- Gemeinsame Normdatei: 124403921
- International Standard Name Identifier: 0000 0001 2127 0489
- KulturNav: d2a1f464-fb95-4ee1-92c5-924479588c54
- Library of Congress Control Number: n83209304
- Bibliotheek van het Japanse parlement: 00402659
- Nationale bibliotheek van Australië: 36623429
- Nationale Bibliotheek van Israël: 987007422188405171
- Nederlandse Thesaurus van Auteursnamen: 159054192
- Système universitaire de documentation: 131173812
- Trove: 1338869
- Union List of Artist Names: 500334306
- Virtual International Authority File: 32929154
- WorldCat: E39PBJwmRxVdjDTk9PVK86Gfv3

Noordelijke Song: Taizu · Taizong · Zhenzong · Renzong · Yingzong · Shenzong · Zhezong · Huizong · Qinzong

Zuidelijke Song: Gaozong · Xiaozong · Guangzong · Ningzong · Lizong · Duzong · Gongdi · Duanzong · Bingdi